# Vincent Lafko
Vincent Lafko (Měnín, 7 de junho de 1945 - 15 de dezembro de 2012) foi um handebolista checoslovaco, medalhista olímpico.
Em Olimpíadas, ele marcou 3 gols em cinco partidas.

## Títulos
- Jogos Olímpicos:
  - Prata: 1972